# Кария (Урумлък)
Кария (на гръцки: Καρυά) е бивше село в Република Гърция, дем Александрия, област Централна Македония.

## География
Селото е било разположено в областта Урумлък (Румлуки) източно от паланката Гида (днес Александрия), на 1 km северно от село Трикала и южно от Плати.

## История

### В Османската империя
В XIX век Кария е гръцко село в Солунска каза на Османската империя. Александър Синве („Les Grecs de l’Empire Ottoman. Etude Statistique et Ethnographique“) в 1878 година пише, че в Кария (Karia), Камбанийска епархия, живеят 144 гърци. По данни на секретаря на Българската екзархия Димитър Мишев („La Macédoine et sa Population Chrétienne“) в 1905 година в Кария (Karia) живеят 100 гърци.
Селото вероятно е било малък чифлик.

### В Гърция
През Балканската война в 1912 година в селото влизат гръцки части и след Междусъюзническата в 1913 година Кария остава в Гърция.
| Година    | 1913 | 1920 | 1928 | 1940 | 1951 | 1961 | 1971 | 1981 | 1991 | 2001 | 2011 | 2021 |
| --------- | ---- | ---- | ---- | ---- | ---- | ---- | ---- | ---- | ---- | ---- | ---- | ---- |
| Население | 34   | 20   |      |      |      |      |      |      |      |      |      |      |